# Frankfurter Anlagenring

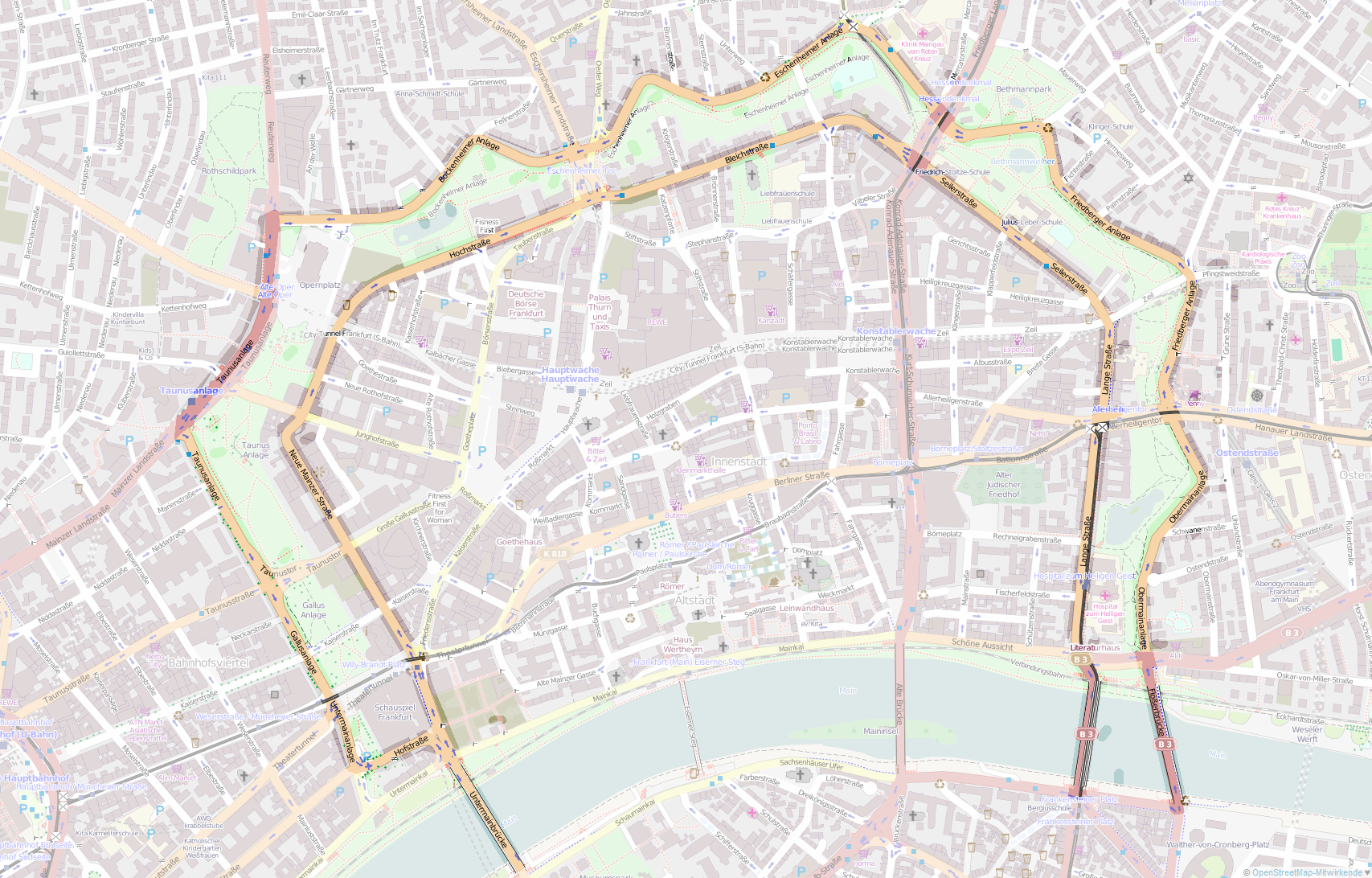
Frankfurter Anlagenring

Der Anlagenring (auch Cityring) ist eine Straßenverkehrsführung um die Innenstadt von Frankfurt am Main.

## Beschreibung
Der Anlagenring besteht aus zwei konzentrisch verlaufenden Straßen, in der Form eines südlich am Main endenden offenen Ringes, die durch die Wallanlagen voneinander getrennt sind. Beide sind Einbahnstraßen – jeweils für eine der beiden Fahrtrichtungen. Die Wallanlagen entstanden anstelle der 1806 bis 1812 demolierten Frankfurter Stadtbefestigung aus dem 17. Jahrhundert. Sie umschließen die Innenstadt und sind seit 1827 durch das Wallservitut geschützt. Der Anlagenring trägt in seinem Verlauf zahlreiche Straßennamen. Diese unterscheiden sich bei den beiden Ringstraßen in der Regel auch in parallelen Abschnitten.

### Innerer Ring

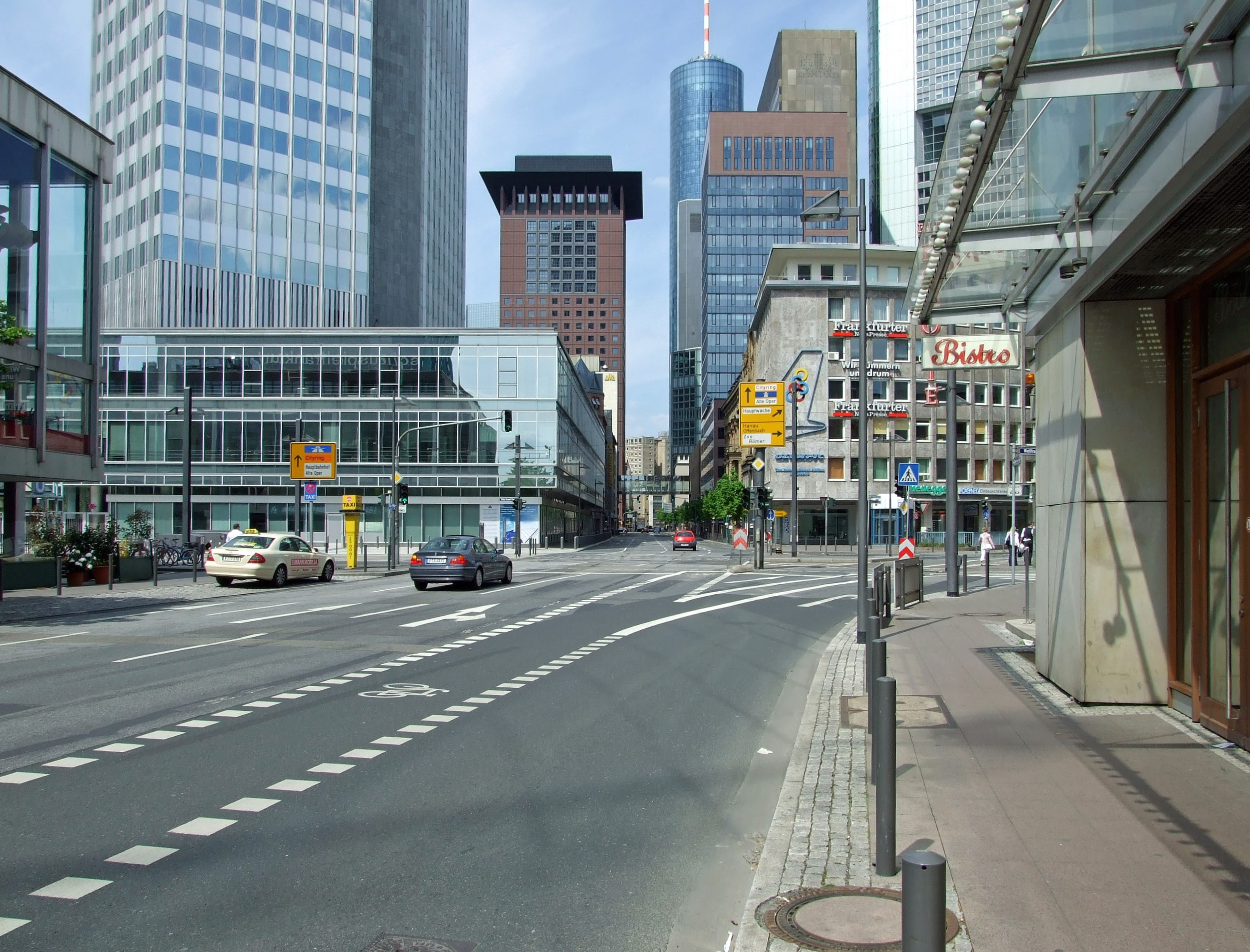
Neue Mainzer Straße

Die innere der beiden Ringstraßen folgt relativ gleichförmig dem Verlauf der Stadtmauer aus dem 14. Jahrhundert. Hier verläuft der Verkehr im Uhrzeigersinn. Dieser innere Ring besteht aus folgenden Straßen:
- Untermainbrücke
- Neue Mainzer Straße (mit Willy-Brandt-Platz und Taunustor)
- Opernplatz (das ehemalige Bockenheimer Tor)
- Hochstraße
- Eschenheimer Tor (mit dem 500 Jahre alten Eschenheimer Turm, einem ehemaligen Stadttor)
- Bleichstraße
- Friedberger Tor
- Seilerstraße
- Lange Straße (mit dem Allerheiligentor)
- Ignatz-Bubis-Brücke (früher Obermainbrücke)

### Äußerer Ring

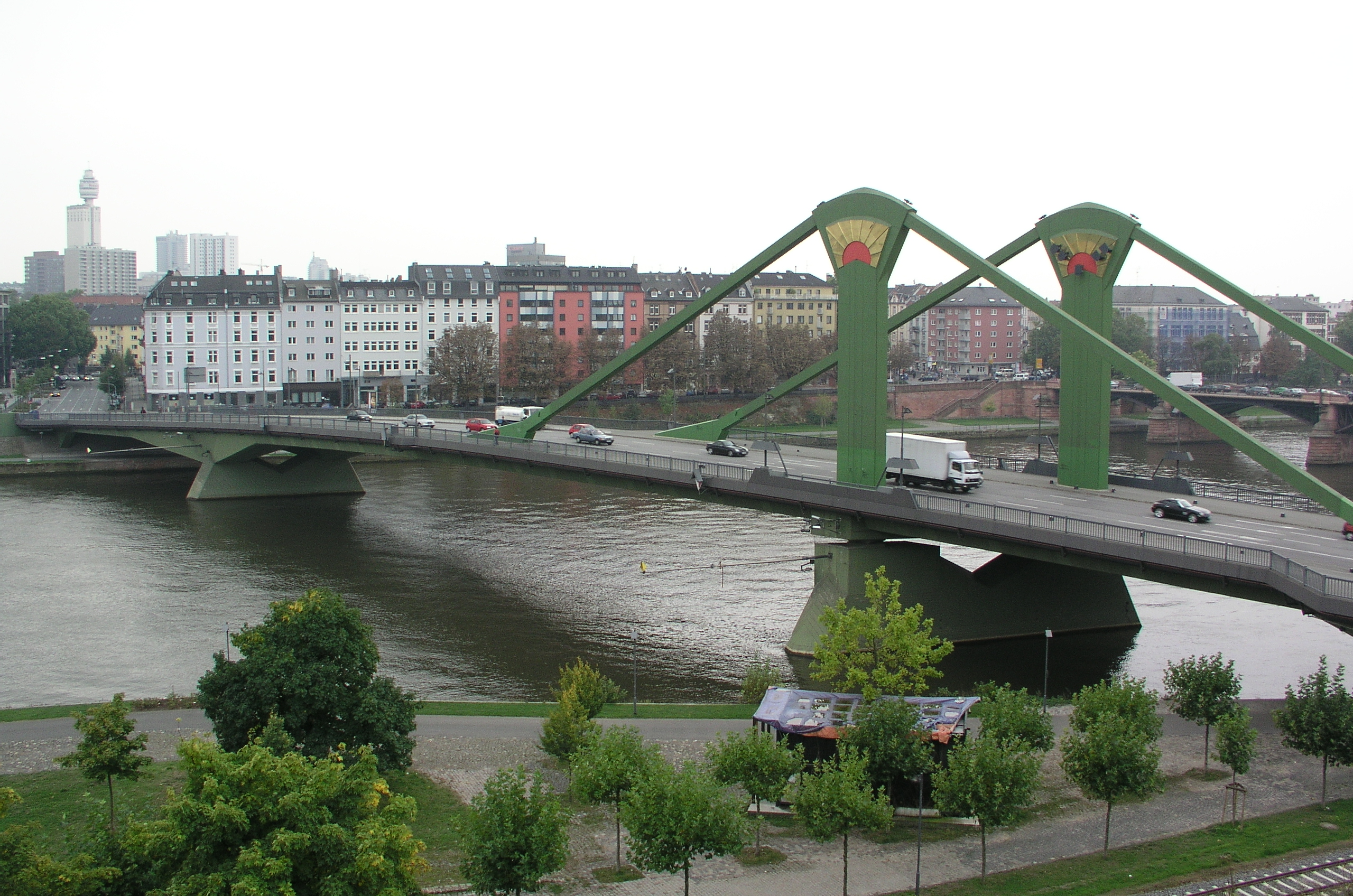
Flößerbrücke

Die äußere der beiden Ringstraßen zeichnet den gezackten Verlauf der barocken Bastionen nach. Hier verläuft der Verkehr gegen den Uhrzeigersinn. Dieser äußere Ring besteht aus folgenden Straßen:
- Flößerbrücke
- Obermainanlage
- Allerheiligentor, hier beginnt die Hanauer Landstraße
- Friedberger Anlage
- Friedberger Tor, hier beginnt die Friedberger Landstraße
- Eschenheimer Anlage
- Eschenheimer Tor, hier beginnt die Eschersheimer Landstraße
- Bockenheimer Anlage
- Opernplatz, hier beginnt die Bockenheimer Landstraße
- Taunusanlage, hier beginnt die Mainzer Landstraße
- Taunustor mit Taunusstraße
- Gallusanlage mit Kaiserstraße
- Willy-Brandt-Platz (das ehemalige Gallustor)
- Untermainanlage